# 쑨리춘
쑨리춘(중국어: 孫立群, 병음: Sūn Lìqún, 1961년 10월 21일 ~ )은 대만인 정치인으로 2014년부터 2016년까지 행정원 대변인, 2013년부터 2014년까지 공정거래위원회 부위원장을 역임했다.

## 교육
쑨리춘은 1984년 둥우 대학에서 경제학 학사 학위를 취득했다. 그 후 각각 1988년과 1993년에 미국 미시간 주립 대학교에서 경제학 석사 학위와 농업 경제학 박사 학위를 취득했다.

## 초기 경력
쑨리춘은 1993년부터 1994년까지 국립 중싱 대학 경제학과 겸임 부교수였다. 그 후 국립 타이완 대학 농업경제학과 부교수가 되었다.